# Thalwil
Thalwil (toponimo tedesco) è un comune svizzero di 17 789 abitanti del Canton Zurigo, nel distretto di Horgen; ha lo status di città.

## Geografia fisica
Thalwil si affaccia sul Lago di Zurigo, ad 11 km a sud della città di Zurigo. Conta l'unica frazione di Gattikon, villaggio collinare urbanisticamente contiguo. Le zone di Ludretikon, Oberdorf ed Unterdorf costituiscono il moderno centro abitato di Thalwil.

## Monumenti e luoghi d'interesse

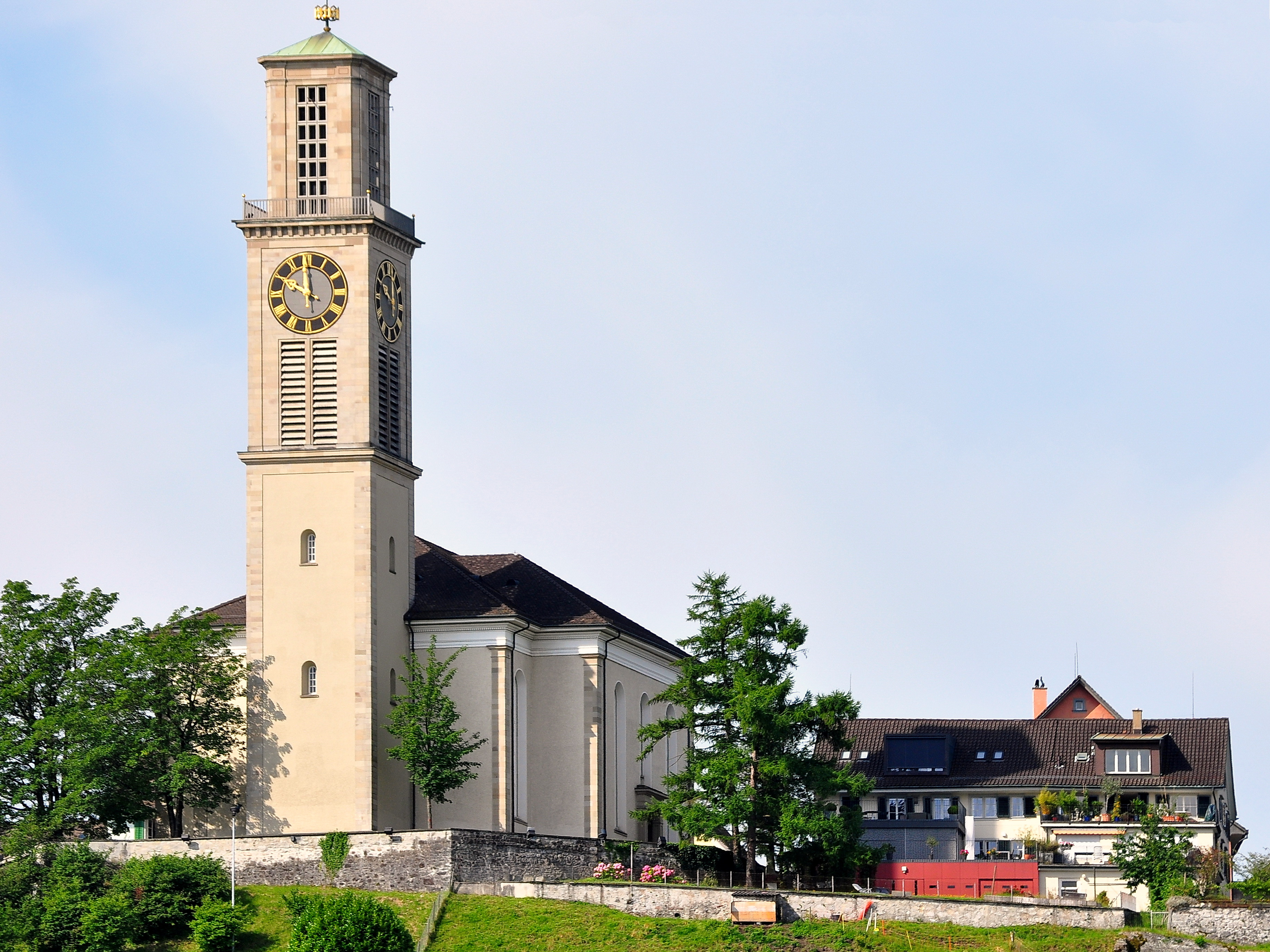
La chiesa riformata

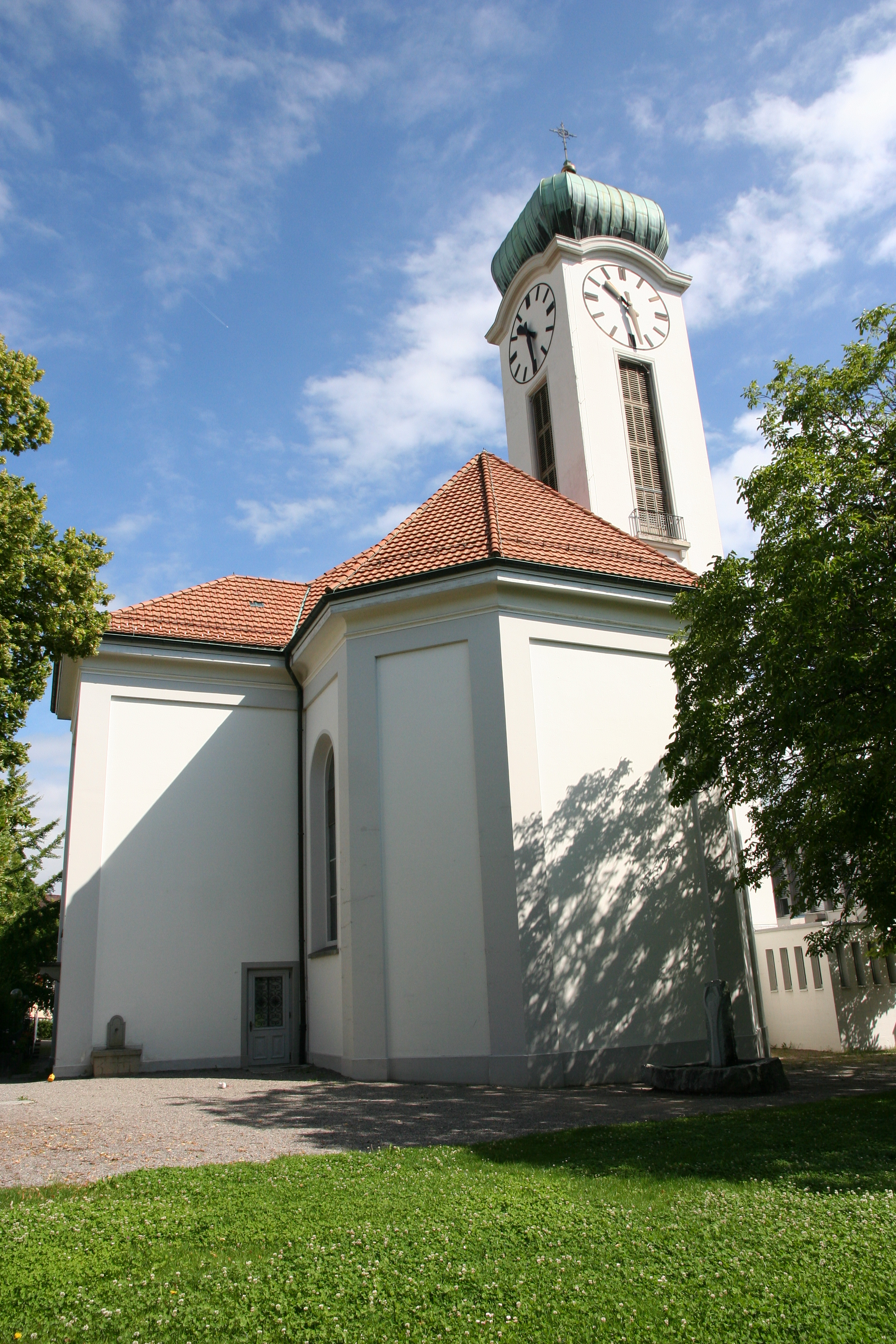
La chiesa dei Santi Felice e Regola

- Chiesa riformata (già di San Martino), attestata dal 1159 e ricostruita nel 1845-1847 e nel 1943[1];
- Chiesa cattolica dei Santi Felice e Regola, eretta nel 1899[1].

## Società

### Evoluzione demografica
L'evoluzione demografica è riportata nella seguente tabella:
Abitanti censiti

## Infrastrutture e trasporti

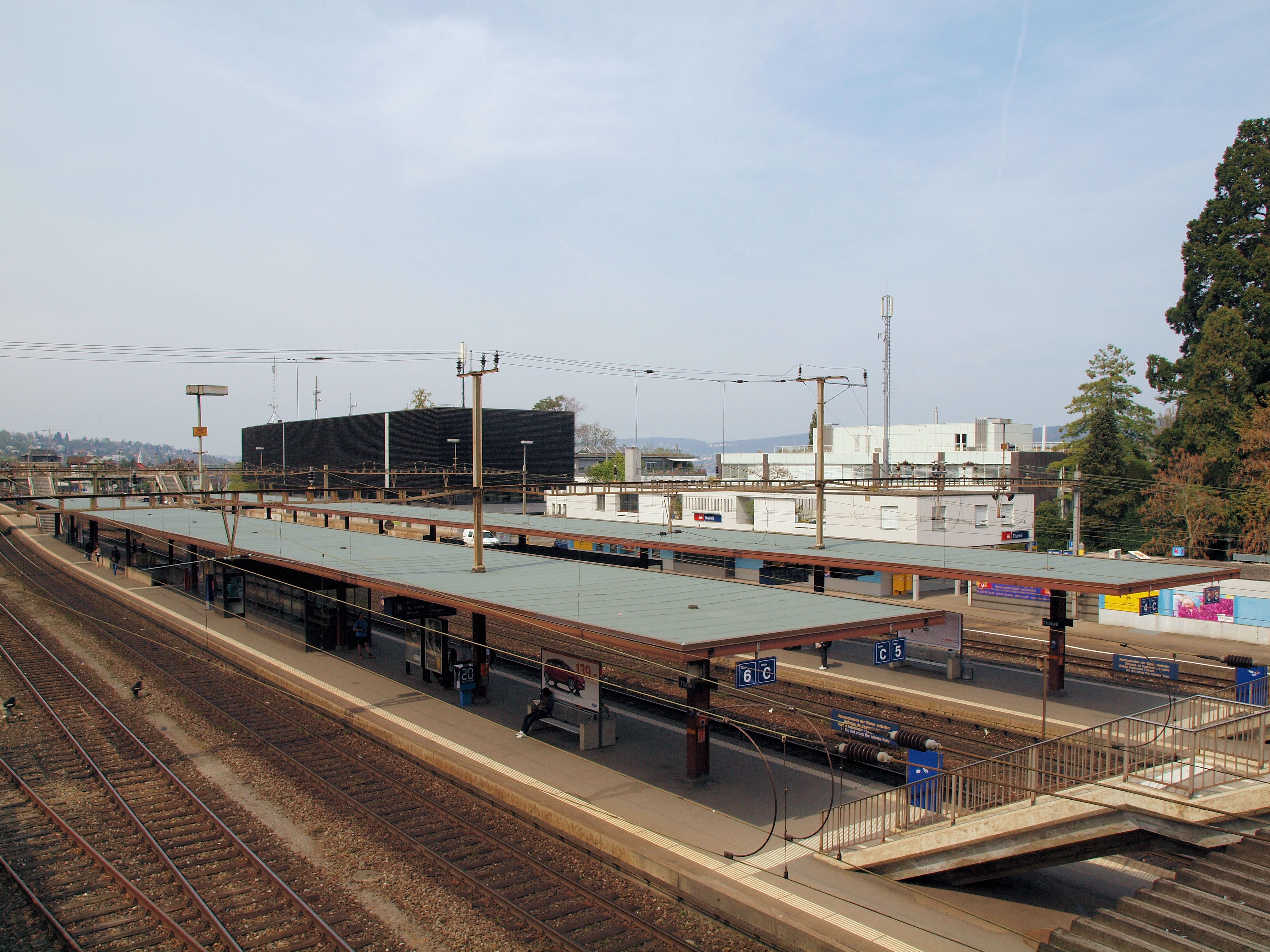
La stazione di Thalwil

Thalwil è servito dall'omonima stazione sulla Linksufrige Zürichseebahn e sulla ferrovia Thalwil-Zugo, e da quella di Langnau-Gattikon sulla Sihltalbahn.

## Amministrazione
Ogni famiglia originaria del luogo fa parte del cosiddetto comune patriziale e ha la responsabilità della manutenzione di ogni bene ricadente all'interno dei confini del comune.